# Северо-Западное правительство
Се́веро-За́падное прави́тельство (также употребляется термин Прави́тельство Ру́сской Се́веро-За́падной о́бласти) — коалиционное правительство, сформированное 11 августа 1919 года в Ревеле на совместном заседании представителей политических партий России и командования союзников при содействии представителя английской военной миссии генерала Марша. В состав правительства вошли представители кадетов, правых эсеров и меньшевиков. Основными задачами правительства были ликвидация большевизма в Псковской, Новгородской и Петроградской губерниях и организация гражданской власти на территориях, «отвоёванных военною силою», на основах «законности и правопорядка»:301—339. 5 декабря, после поражения армии Юденича, Правительство объявило о самороспуске.

## Предыстория
В январе 1919 года на территории Эстонии был создан Северный корпус под командованием генерала-майора А. Ф. Дзерожинского. Он подчинялся командованию эстонской армии. 13 мая началось весенне-летнее совместное наступление эстонской армии и белогвардейского Северного корпуса на Петроград, в ходе которого они взяли Гдов, Ямбург и Псков. 30 мая командование корпусом принял генерал-майор Родзянко. В конце мая на занятой территории Псковской губернии было создано «Общественно-гражданское управление», вскоре переименованное в «Военно-гражданское управление». Задачами управления были организация тыла воюющей армии и решение вопросов гражданского управления на подконтрольных территориях. Приказом Родзянко № 31 от 25 июля, в связи с расширением территорий, очищенных от советской власти и усложнением вопросов управления ими, «Военно-гражданское управление» было упразднено, а в действие введёно «Положение об управлении освобождённым местностями Северо-Западной армии». Для управления гражданскими делами вводилась должность «Главноначальствующего Гражданской частью», который подчинялся армейскому Начальнику тыла.:325
Верховный правитель России адмирал А. В. Колчак 5 июня назначил Н. И. Юденича «Главнокомандующим всеми русскими сухопутными, морскими вооружёнными силами против большевиков на Северо-Западном фронте» Российского государства (1918—1920). 20 июня на основе Северного корпуса была сформирована Северо-Западная армия. Союзники, прежде всего Великобритания, начали поставки вооружений и снаряжения для армии с середины лета 1919 года. С другой стороны усиление белого дела в северо-западной области России начало беспокоить правящие круги молодого независимого Эстонского государства, так как вожди белого дела не скрывали своего отрицательного отношения к эстонской независимости и отказывались, стоя на принципе «непредрешения», даже обсуждать с эстонцами эти вопросы.
Успешное контрнаступление РККА против Северо-Западной армии, начатое 1 августа 1919 г. показало невозможность русским белым в одиночку, не опираясь на поддержку лимитрофных государств, победить большевизм в регионе. Великобритания, в тот момент активно оказывающая белым материальную поддержку, была заинтересована в разрешении этих противоречий в лагере антибольшевистских сил. Инструментом, могущим разрешить эти противоречия, должен был стать новый орган, возникший в лагере русских белогвардейцев, с функциями правительства, с которым могли бы вступать в переговоры иностранные государства. Хотя при Юдениче, ещё в его бытность в Финляндии, именно для выполнения правительственных функций было образовано «Политическое совещание» (по аналогии с «Особым совещанием» на Юге России), однако как раз из-за великодержавных взглядов его членов, оно не могло выступить в роли органа, консолидирующего антибольшевистские силы региона:329:270—271.

## Учреждение
1. Правительство Русской Северо-Западной Области, включая прежних губерний: Петроградской, Псковской и Новгородской, признало абсолютную независимость Эстонии.

2. Эстонское Правительство обещает оказать немедленную поддержку Русской Северо-Западной Области вооружённую силою, чтобы освободить Петроградскую, Псковскую и Новгородскую губернии от большевистского ига, и установить в Петрограде демократическое правительство, которое будет уважать человеческие права, как-то: жизнь, личную свободу и собственность имущества.

3. Военное командование союзными силами объединено в руках генерала Юденича и генерала Лайдонера, через коих Союзная Военная Миссия снабжала и продолжает снабжать боевыми припасами, необходимыми для вышеупомянутых целей.
Эстонскому Правительству и Представителям Соединённых Штатов, Франции и Велико-Британии в Ревеле.

Ввиду настоятельной необходимости образовать демократическое Правительство для Северо-Западной Области России, единственно с которым Эстонское Правительство согласно вести переговоры с целью способствовать русской действующей армии освободить Петроградскую, Псковскую, Новгородскую губернии от большевистской тирании, учредить в Петрограде и временно во Пскове Учредительное Собрание, которое либо подтвердит, либо изменит, как можно выразиться на юридическом языке, наши соответствующие назначения, как министры, каковые мы принуждены обстоятельствами, независящими от нашей воли принять на себя, мы, нижеподписавшиеся, сим заявляем, что правительство Северо-Западной России сформировано, как указано ниже. Как первый акт в интересах нашей страны, мы сим признаём абсолютную независимость Эстонии и просим Представителей Соединённых Штатов Америки, Франции и Велико-Британии добиться от своих Правительств признания абсолютной независимости Эстонии. Как наш второй акт, мы признаём генерала Юденича Главнокомандующим Северо-Западной русской армии и просим его начать немедленно переговоры с Главнокомандующим Эстонской Армией относительно военных деталей, обеспечивающих действительную помощь эстонских войск.

…(далее следует список министров и их подписи)…

………… августа 1919 г. Ревель
Вполне согласен с вышеизложенным 

………… августа 1919 г. Ревель

Генерал 
Главнокомандующий Северо-Западной русской Армией
В начале августа 1919 года Эстонское правительство возбудило вопрос о признании независимости Эстонии со стороны русских белых сил, грозя в противном случае изменить своё отношение к Белому делу:297. 5 августа белыми был оставлен Ямбург. 10 августа заместитель начальника британской военной миссии на Балтике генерал Ф. Марш (Марч в иной транскрипции) (бывший британский военный атташе при российском наместнике на Кавказе Воронцове-Дашкове),  пригласил ряд русских политических лидеров, находящихся в Эстляндии и Финляндии на срочное совещание в английском консульстве в Ревеле. На совещании присутствовали чины британской, французской и американской военных миссий, корреспондент газеты «Times» Поллок, из русских политических и армейских лидеров следующие лица: А. В. Карташёв, М. Н. Суворов, В. Д. Кузьмин-Караваев, полковник К. А. Крузенштерн, К. А. Александров, М. С. Маргулиес, М. М. Филиппео, С. Г. Лианозов, В. П. Горн, Н. Н. Иванов и секретарь отдела внешних сношений штаба СЗА ротмистр Барщ:297.
Вступительное слово на русском языке взял генерал Марш: 

Положение Северо-Западной армии катастрофическое. Без совместных действий с эстонцами продолжать операцию на Петроград невозможно. Эстонцы требуют для совместных действий предварительного признания независимости Эстонии. Русские сами ни на чём сговориться не могут. Русские только говорят и спорят. Довольно слов, нужно дело! Я Вас пригласил и вижу перед собой самых выдающихся русских людей, собранных без различия партий и политических воззрений. Союзники считают необходимым создать правительство Северо-западной области России, не выходя из этой комнаты. Теперь шесть с четвертью часов, я вам даю время до 7 часов… Если правительство не будет к 7 часам образовано, то всякая помощь со стороны союзников будет сейчас же прекращена. Мы вас будем бросать:320.— Ревельское слово, Ревель, № 1, 25 ноября 1919 г.; Образование Северо-Западного правительства. Объяснения членов Политического Совещания при Главнокомандующем Северо-Западным фронтом В. Д. Кузьмина-Караваева, А. В. Карташёва, М. Н. Суворова.
После этого он передал М. Н. Суворову текст предлагаемого договора с Эстонией, список лиц, предлагаемых к включению в правительство, и вместе с представителями иностранных миссий и журналистом «Times» удалился из комнаты, сказав что вернётся за ответом в 19:00, оставив русских «совещаться». На часах было 18:20.:297
Памятуя о крайне тяжёлом положении армии, несмотря на явно не нормальные условия «формирования», русским представителям, оставшимся в зале, потребовалось даже менее отпущенного времени, для подтверждения своего согласия на формирование правительства. Поправки вызвали лишь явные грамматические и смысловые ошибки русского текста, составленного иностранцами, да список членов правительства просили считать не окончательным, а предварительным, до тех пор пока лица, в списке означенные, не дадут своего согласия войти в правительство. Тут же явились приглашённые представители Эстонского правительства, но выяснилось новое затруднение — у них отсутствовали полномочия на подписание документа от Государственного совета Эстонии. На этом подписание соглашения перенесли на 6 часов вечера 11 августа:298.
Русские представители, обсудив сложившуюся ситуацию, пришли к заключению, что о происходящем нужно поставить в известность Главнокомандующего Северо-Западным фронтом Юденича и по возможности уклониться от подписания каких-либо заявлений в его отсутствие. Юденичу, находящемуся на фронте, было послано срочное сообщение, на которое он ответил, что сможет прибыть в Ревель, из-за порчи железнодорожного пути, только 12-го утром и просил без его присутствия ничего не предпринимать:299.
Когда участники событий вновь собрались в английском консульстве 11-го августа вечером они довели до генерала Марша просьбу Юденича, но Марш ответил отказом. На последовавший вопрос, что будет, если выяснится что Главнокомандующий русскими силами будет против подписанных соглашений, генерал Марш ответил: «в таком случае у нас готов другой главнокомандующий». Русские представители обратили внимание, что текст Заявления претерпел за сутки кардинальные изменения. Если 10 августа генерал Марш предлагал русским и эстонским представителям подписать документ с обоюдными равноправными и прямыми обязательствами (образованное русское правительство обязуется признать полную и фактическую независимость Эстонии, а эстонское правительство обязуется оказать русской армии вооружённую поддержку «в освобождении Петрограда»), то документ от 11 августа уже выглядел как одностороннее обязательство русских признать независимость Эстонии их их просьбу к последней в оказании помощи при наступлении на Петроград:299.
Так как текст заявления вновь содержал множество смысловых и грамматических неточностей, он был подписан с пометкой «Предварительное …», с обязательством русской стороны не позднее следующего дня предоставить окончательный вариант заявления. Подписанный «Предварительный…» документ генерал Марш забрал себе, сказав «Это никуда не пойдёт, будет у нас в кармане». После подписания генерал Марш обратился к собравшимся с приветственной речью. В ней он, в частности, извинился за те формы, в которые он обрёк формирования правительства, объяснив свои действия «солдатской прямотой» с которой он привык действовать.:300
По своему «рождению» Правительство послало «приветственные обращения» к русским «общенациональным центрам» — в Омск Колчаку и в Париж Сазонову. Оба обращения остались без ответа:330. Колчак на телеграмму Лианозова ответил телеграммой Юденичу, в которой написал: «Осведомившись о перемене управления Северо-Западной Области, Верховный Правитель повелел передать, что Вам будет оказано всемерное содействие для успешного завершения борьбы с большевизмом в Петроградском районе»:301.

## Место расположения Правительства и его состав
Всё время своего существования Правительство располагалось в Ревеле. В Нарву переехал только аппарат МВД. Хотя сами члены Правительства, развив активную деятельность, часто выезжали на фронт и на отвоёванные территории.
Первоначальный состав Правительства:
- К. А. Александров — министр внутренних дел (11 августа 1919 — 10 сентября 1919);
- П. А. Богданов — министр земледелия, бывший председатель псковской уездной земской управы;
- В. Л. Горн — государственный контролер, председатель финансовой комиссии псковской городской думы;
- И. Т. Евсеев — министр исповеданий, министр внутренних дел (с 1 октября 1919), бывший председатель Петроградской губернской земской управы, глава «крестьянской группы» депутатов IV Государственной Думы, член Всероссийского Церковного Собора;
- Н. Н. Иванов — министр общественных работ, бывший владелец банковской конторы в Петрограде, присяжный поверенный;
- Е. И. Кедрин — министр юстиции, министр внутренних дел (10 сентября 1919 — 1 октября 1919), бывший мировой судья, кадет;
- С. Г. Лианозов — председатель Совета министров, министр иностранных дел и финансов;
- М. С. Маргулиес — министр торговли, промышленности, снабжения и народного здравия, присяжный поверенный, председатель Центрального военно-промышленного комитета, член Совета Государственного Объединения России, масон, член ложи «Великий Восток Франции» ;
- А. С. Пешков — министр общественного призрения, учитель Ревельской гимназии;
- В. К. Пилкин — морской министр, адмирал;
- М. М. Филиппео — министр почт и телеграфов, председатель Русского Совета в Ревеле;
- Ф. Г. Эйшинский — министр продовольствия, псковский городской голова;
- Ф. А. Эрн — министр народного просвещения, председатель Псковской городской думы;
- Н. Н. Юденич — военный министр и Главнокомандующий.

Хотя в первоначальный состав Правительства, предложенный генералом Маршем, входили несколько членов «Политического совещания» (при Юдениче), все они, за исключением С. Г. Лианозова, отказались войти в Правительство, так как их взгляды, считавшиеся реакционными, шли вразрез с признанием независимости окраинных государств и с коалиционным составом Правительства. Таким образом лица из ближайшего политического окружения Юденича — А. В. Карташёв, М. Н. Суворов и Кондырев отказались войти в Правительство. Сам генерал Юденич Правительство «не жаловал», на его заседаниях был всего лишь дважды, ссылаясь на занятость на фронте.

## Деятельность
Призванное к жизни необходимостью решительного и немедленного освобождения русской земли от большевистского ига с севера-запада на началах государственных и демократических, возникшее в полном согласии с полномочными представителями Держав, объединённое с остальной Россией в лице Верховного Правителя адмирала Колчака, Правительство Северо-Западной области России объявляет русским гражданам начала, на которых оно полагает в основу своей предстоящей деятельности. Начала сии таковы:

1. Решительная борьба с большевизмом и со всеми попытками восстановить старый режим.

2. Все граждане Государства Российского без различия национальности и вероисповедания равны в правах и обязанностях перед законом.

3. Всем гражданам в освобождённой России обеспечивается неприкосновенность личности и жилища, свобода совести, слова, печати, союзов, собраний и стачек.

4. Всероссийская власть должна быть создана на основе народовластия. Для сего немедленно по освобождении Родины от тирании большевиков должно быть преступлено к созыву нового Всероссийского Учредительного Собрания на началах всеобщего, прямого, равного и тайного избирательного права.

5. Если по условиям обстановки созыв Всероссийского Учредительного Собрания не представляется возможным вскоре по освобождении Петрограда, Псковской и Новгородской губерний, то для устройства местной жизни должно быть созвано в Петрограде Областное Народное Собрание, избранное на демократ. основе освобождённым населением.

6. Территориально отдельные народности, входящие в состав единой новой России, свободно выбирают форму правления для себя — автономную или федеративную.

7. Административное управление государством устанавливается на основе децентрализации при ближайшей связи с местным самоуправлением.

8. Земские и Городские самоуправления избираются на общих демократических началах.
9. Земельный вопрос будет решён согласно с волей народа в Учредительном Собрании. Впредь до решения последнего, земля остаётся за земледельческим населением и сделки купли-продажи на внегородские земли воспрещаются за исключением особо важных случаев и с особого в этих случаях разрешения Правительства.

10. Рабочий вопрос разрешается на началах восьмичасового рабочего дня, государственного контроля над производством и всемерной охраны труда.

Граждане многострадальной России, Правительство приглашает Вас к сплочению вокруг этих начал в борьбе с большевизмом, к труду и к последним жертвам.
Заря России, Псков, № 19, 21 (8) августа 1919 г.
В своём самом первом заявлении от 11 августа 1919 г. Правительство Северо-Западной области признало «абсолютную, полную и фактическую независимость Эстонии». 3 сентября последовало признание независимости Латвии, а 23 сентября — Финляндии. Такой подход к самопровозглашённым независимостям «окраин» вызвал отрицательное отношение к Северо-западному правительству как в Омске, так и в Париже:332. Настороженность общерусских центров также вызывали коалиционный состав Правительства с «засильем социалистов», что считалось дурным тоном с «дней незабвенного Петроградского гарнизона», и обещание Правительства «созвать в Петрограде какую-то учредилку» — региональный уклон считался недопустимым:330.
24 августа была опубликована «Декларация Правительства» (текст которой представлен во врезке справа).
26 августа было официально подтверждено намерение Правительства выпускать свою валюту. Валюта поступила в обращение в сентябре. 1 октября было издано постановление об отмене телесных наказаний.
Во внешней политике Правительство прилагало все усилия для привлечения вооружённых сил Прибалтийских государств к вооружённой борьбе СЗА с большевизмом. В конце октября 1919 основные усилия были вновь направлены на попытки заручиться военной помощью Финляндии. В Гельсингфорсе побывали Лианозов и Маргулиес, встречаясь с лидерами финского парламента. К переговорам с правящими в Финляндии социалистами привлекли члена Правительства социалиста В. Л. Горна. Финнов умоляли «не дать умереть с голода сотням тысяч петроградцев». Но всё безрезультатно. Вопрос о финской помощи упирался в отказ Колчака «немедленно признать независимость Финляндии», как того требовали финны:497—507.

## Прекращение деятельности
28 сентября началась операция «Белый меч», в ходе которой войска Юденича и Лайдонера перешли в наступление на Петроград. Первоначально наступление шло успешно: в первые же дни были заняты Гатчина и Царское Село. Однако в конце октября Троцкий увеличил численность армии, обороняющей Петроград, и наступил перелом. Началось отступление армии Юденича в Эстонию. К середине ноября армия Юденича была разоружена. 5 декабря Правительство объявило о самороспуске. В Эстонии появилось дипломатическое представительство, которое возглавил Горн, которое было ликвидировано после подписания 2 февраля 1920 года между РСФСР и Эстонией мирного договора.

## Министерства

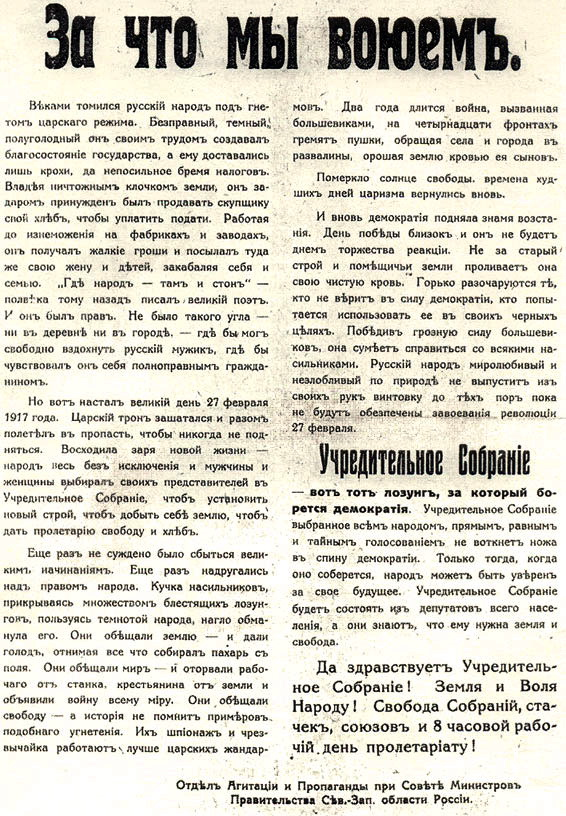
Листовка «За что мы воюемъ?» отдела агитации и пропаганды для населения освобождаемых областей.

### Отдел агитации и пропаганды
Отдел был создан 16 сентября 1919 года. Руководством деятельности отдела занималась специальная коллегия, куда входили министр народного просвещения Ф. А. Эрн — председатель коллегии, министр исповеданий и внутренних дел и министр земледелия. Основной задачей отдела было ведение агитационной пропаганды на территориях, подконтрольных Северо-Западной армии, и в тылу Красной Армии. В октябре и ноябре 1919 г., во время наступления СЗА на Петроград, отделом было напечатано более 500 тыс. экземпляров различных листовок, как для бойцов-северозападников и мирного населения в освобождаемых местностях, так и для распространения среди красноармейцев. Из этого количества около 30 ты. листовок было сброшено над Кронштадтом с английских аэропланов:506.

### Министерство земледелия
Министерство было учреждено 11 августа. Функцией министерства было регулирование земельных отношений между гражданами в соответствии с решениями Совета Министров. Министерство было разделено лесной и земельный отделы.

### Министерство юстиции
Министерство было учреждено 11 августа. Функцией министерства было обеспечения деятельности судебной системы и регулирование правовых отношений между гражданами. Благодаря деятельности Министерства были реорганизованы военно-полевые суды, были воссозданы гражданские суды для рассмотрения имущественных исков, а также была обеспечена деятельность в Гдовском уезде Комиссии по разгрузке тюрем, призванной освобождать несправедливо арестованных. 19 ноября Е. И. Кедриным было выдвинуто предложение о создании после взятия Петрограда Государственной комиссии по борьбе с большевизмом.

### Министерство народного просвещения
Министерство было учреждено 11 августа. Основной функцией министерства было заведование учреждениями школьного образования. В ходе работы Министерства большевистская двухстепенная школа была заменена на трехстепенную, а также была создана Книжная палата, где хранились образцы всех издаваемых на территории области изданий.

### Министерство продовольствия
Министерство создано в августе 1919 года. Основной функцией министерства являлось обеспечение населения области продовольствием. Основным поставщиком продовольствия являлись США. На территории области было создано множество складов. Министерство прекратило своё существование 1 декабря.

### Гражданское управление
Создано в августе 1919 года и носило функцию административного управления всеми подконтрольными Северо-Западной армии территориями. Управление состояло из судебного отдела, лесного отдела, отдела продовольствия и отдела народного просвещения.